# Jindřich Kitzberger
Jindřich Kitzberger (13 de abril de 1981) es un deportista checo que compitió en curling. Ganó una medalla de bronce en el Campeonato Europeo de Curling Masculino de 2012.

## Palmarés internacional
| Campeonato Europeo | Campeonato Europeo | Campeonato Europeo | Campeonato Europeo |
| Año                | Lugar              | Medalla            | Prueba             |
| ------------------ | ------------------ | ------------------ | ------------------ |
| 2012               | Karlstad (Suecia)  | Medalla de bronce  | Equipo             |